# Шипицын, Василий Алексеевич
Василий Алексеевич Шипицын (3 января 1920, Котельничский уезд, Вятская губерния — 12 октября 1944, Новы Сельц, Восточная Пруссия) — участник Великой Отечественной войны, Герой Советского Союза (1945). Командир пулемётного расчёта 1343-го стрелкового полка 399-й стрелковой дивизии 48-й армии 1-го Белорусского фронта, сержант.

## Биография
Родился 3 января 1920 года в деревне Шипицыны в многодетной крестьянской семье, был девятым ребёнком. Русский. В 1929 году семья переехала жить в Пермскую область: сначала в город Кизел, а затем в город Лысьву. Окончил 6 классов и школу ФЗО. Работал слесарем на металлургическом заводе. 11 сентября 1942 года призван Лысьвенским РВК Молотовской области Лысьвенского района в РККА.
На фронте — с января 1943 года. Воевал на Северо-Западном, Брянском, Центральном и 1-м Белорусском фронтах. Был командиром пулемётного расчёта 1343-го стрелкового полка 399-й стрелковой дивизии 48-й армии (1-й Белорусский фронт), дважды ранен (20.12.1943 и 27.7.1944).
3 сентября 1944 года сержант В. А. Шипицын при прорыве обороны противника близ польской деревни Рынек (Мазовецкий уезд) после артподготовки стремительно прорвался со своим расчётом во вражеские траншеи и пулемётным огнём обратил врага в бегство. При этом В. А. Шипицын уничтожил более 30 солдат и офицеров, 5 пулемётных точек, двух фашистов отделение взяло в плен. На поле боя противник, убегая, оставил пять миномётов, шесть станковых пулемётов, четыре противотанковые пушки.
4 сентября В. А. Шипицын со своим расчётом под сильным огнём противника переправился на западный берег реки Нарев близ деревни Дворское (южнее города Ружаны) и, умело выбрав огневую позицию, обеспечил прикрытие переправы батальона. После того, как погибли все бойцы расчёта, В. А. Шипицын в одиночку отражал контратаки. Основные силы батальона, переправившись через Нарев, прорвали оборону противника, состоящую из шести линий траншей с проволочным заграждением и минным полем, расширив захваченный плацдарм на 6 километров.
В. А. Шипицын погиб в бою 12 октября 1944 года. Похоронен у села Новы Сельц (ныне — в Макувском повяте Мазовецкого воеводства).
Указом Президиума Верховного Совета СССР от 24 марта 1945 года за образцовое выполнение заданий командования в борьбе против немецко-фашистских захватчиков и проявленные при этом мужество и героизм Василию Алексеевичу Шипицыну было присвоено звание Героя Советского Союза с вручением Ордена Ленина и медали «Золотая Звезда».

## Награды и звания
- Герой Советского Союза (орден Ленина и медаль «Золотая Звезда»; 24.3.1945);
- орден Красной Звезды[4];
- медаль «За отвагу»[5].

## Память
- Имя Героя высечено золотыми буквами в зале Славы Центрального музея Великой Отечественной войны в Парке Победы города Москвы.
- На могиле Героя установлен надгробный памятник.
- В музее Лысьвенского металлургического завода установлен бюст Героя.

## Комментарии
1. ↑  Деревня Шипицыны (Шипицынская, Шипичата), относившаяся в 1920-е годы к Черновской волости Котельничского уезда, в последующем входила в состав Александровского сельсовета Черновского района; не сохранилась, ныне — территория Даровского района Кировской области[1].